# زاویه هفتم
زاویه هفتم نام سریال است ایرانی محصول سال ۱۳۹۴، به کارگردانی محمود معظمی و تهیه‌کنندگی امیرحسین شریفی. این سریال ۷ قسمتی برای اولین بار در مهرماه سال ۱۳۹۴ از شبکه سه صدا و سیمای ایران پخش شد. سریال «زاویه هفتم» به جشنواره فیلم‌های پلیسی مسکو نیز راه یافت.

## بازیگران سریال
رؤیا نونهالی، حمیدرضا پگاه، سام درخشانی، سارا صوفیانی، رحیم نوروزی، تینا آخوندتبار، محمدرضا ترابی و بهرام ابراهیمی بازیگران اصلی این سریال می‌باشند.

## عوامل تولید
از دیگر عواملی که در تولید این مینی سریال همکاری کرده‌اند، عبارتند از:
مدیر تصویر برداری: سیروس عبدلی، تدوین: رضا مطهری، موسیقی: محمد مهدی گورنگی، مدیر صداگذاری: شاهرخ شریفی و حسن نجفی، عکاس:محمدرضا امیرصادقی مدیر تولید: جعفر صمدی و شاهرخ شریفی، طراح صحنه و لباس: فرامرز بادرام‌پور، طراح گریم: الهام اطیابی، صدابرداری همزمان: علی نیازی و مجری طرح: مؤسسه سینمایی آفاق.